# میمیمی گیمز
میمیمی گیمز یک سازنده بازی‌های ویدیویی آلمانی مستقر در مونیخ بود که در ساخت بازی‌های استراتژی و تاکتیکی تخصص داشت. این شرکت در ژانویه ۲۰۱۱ توسط دومینیک آبه و یوهانس راث تأسیس شد. بازی‌های قابل توجهی که توسط این استودیو ساخته شده عبارتند از آخرین تینکر: شهر رنگ‌ها (۲۰۱۴) , تیغه‌های شوگان (۲۰۱۶)، دسپرادوس ۳ (۲۰۲۰) و در نهایت شدو گمبیت: خدمه نفرین شده (۲۰۲۳). تا نوامبر ۲۰۲۱، شرکت ۳۸ کارمند داشت. در ۲۹ اوت ۲۰۲۳، استودیو اعلام کرد که تعطیل خواهد شد.